# Sztywność mięśni
Sztywność mięśni (łac. rigiditas) – wzmożenie napięcia typu pozapiramidowego. Dotyczy w jednakowym stopniu wszystkich grup mięśniowych, obserwuje się je również w spoczynku. Przy wykonywaniu ruchów biernych opór jest wyczuwalny cały czas (objaw rury ołowianej) lub pojawia się skokami (objaw koła zębatego). 
Mechanizm sztywności polega według niektórych poglądów na stałym pobudzaniu komórek alfa w rogach przednich na bodźce ośrodkowe. Inne dane przemawiają za tym, że sztywność, podobnie jak spastyczność jest związana z wzmożeniem odruchów na rozciąganie wskutek nadczynności komórek gamma.